# Arvika
Arvika est une ville à l'ouest du Värmland.  

## Situation
C'est le chef-lieu de la municipalité d'Arvika, dans le comté de Värmland, Arvika est situé au bord du lac Glafsfjorden, qui lui-même est relié au lac de Vänern (plus grand lac de Suède).  
La ville est traversée par la route nationale 61 et la ligne de chemin de fer Värmlandsbanan (sv) en provenance de Laxå jusqu'à la frontière suédo-norvégienne se situant à 43 km de la ville. 

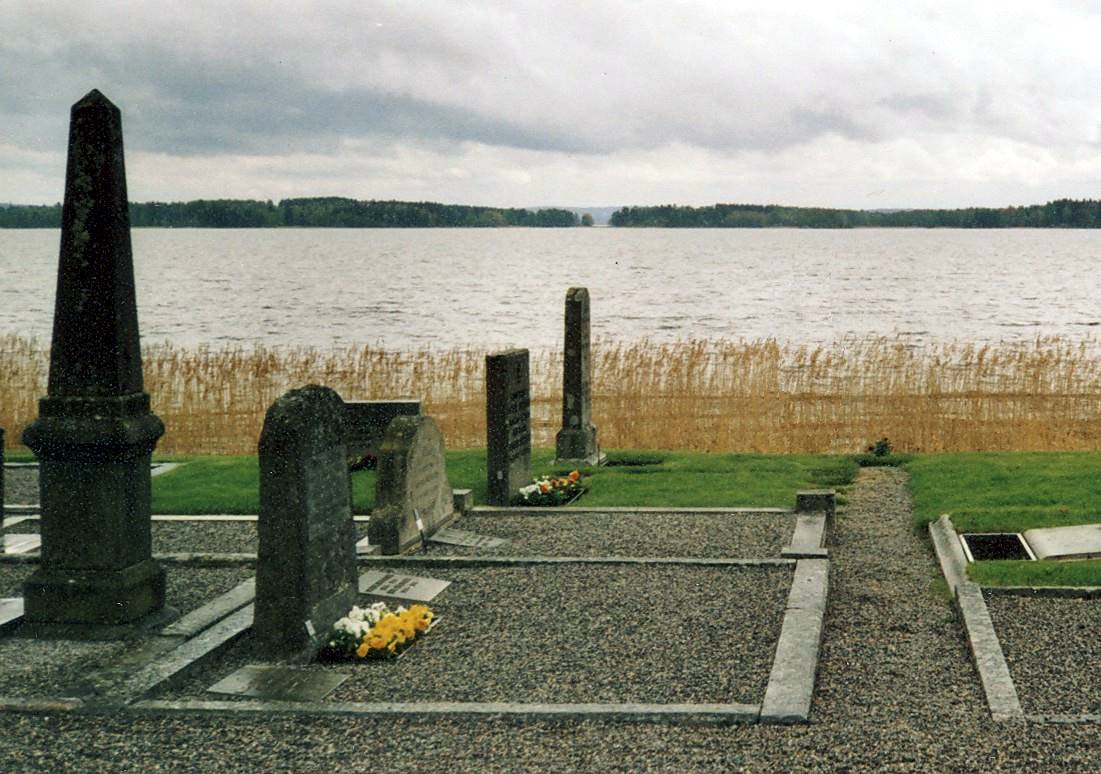
Une vue du cimetière d'Arvika le long de la baie de Kyrkviken
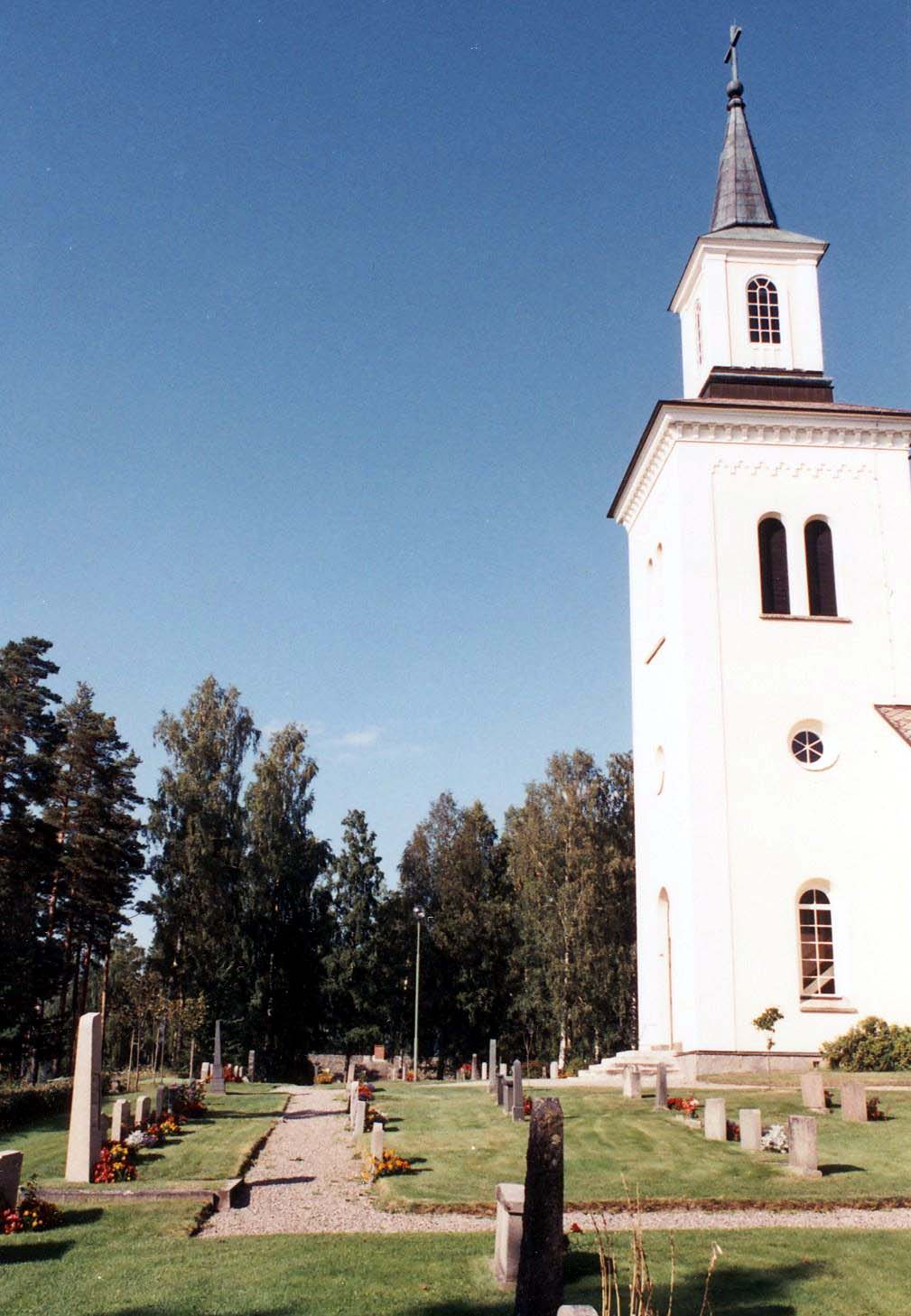

La gare d'Arvika a été inaugurée en 1871 et est construite en brique rouge.

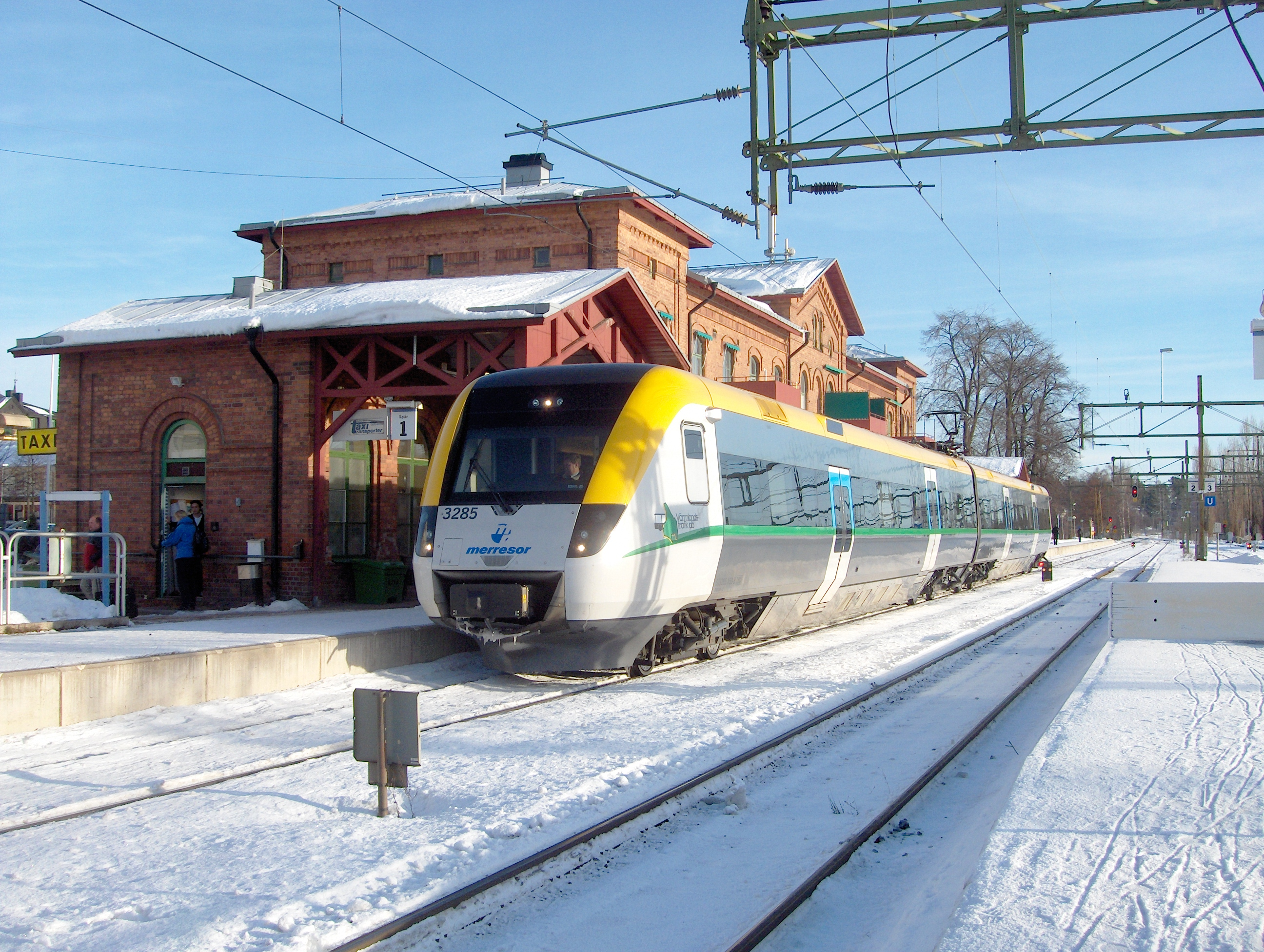
Gare d'Arvika

## Géographie
La ville d'Arvika se situe à 170 km d'Oslo et à 380 km de Stockholm, au nord de la baie de Kyrkviken, partie supérieure du lac Glafsfjorden.  La liaison entre la baie  et le lac est faite par un étroit canal au sud de la baie entre les deux péninsules. 
Sur la partie orientale de la péninsule se trouve le Ingesund College of Music (en). Avec de nombreux lacs et rivières, la région compte parmi les endroits les plus riches en eau du pays.

## Histoire
- Le village fut habité dès la période paléolithique.

Là-bas, se trouvent les cistes  les plus au nord de la Suède.
- Le long du rivage de nombreux lieux de sépulture sont visibles, indiquant ainsi, l'hypothèse d'une population relativement dense au cours de l'âge de bronze.
- Au Moyen Âge, Arvika était un des lieux de passage du pèlerinage menant les reliques d'Olaf II de Norvège jusqu'à Trondheim.

À cette même époque, les cartes Carta marina et Svecia et Norvegia cum confinijs furent tracées, où pour la première fois, Arvika fut cité .    

## Personnalités
- Gunnar Andersson (1928-1969) footballeur né à Arvika.